# Younger Now
Younger Now —en español: Más joven ahora— es el sexto álbum de estudio de la cantante y compositora estadounidense Miley Cyrus. El álbum fue lanzado el 29 de septiembre de 2017, a través de la compañía discográfica RCA Records. La cantante explora los géneros country y pop rock, siendo un viaje a su orígenes. Además de desempeñarse como productora ejecutiva, Cyrus es la única escritora y productora en el álbum junto a su mano derecha en el proyecto, el productor Oren Yoel. Sin preocuparse por la radio, sus esfuerzos se centraron en ofrecer un producto final "honesto", donde Cyrus se "inclina en sus raíces". Es su primer proyecto de larga duración desde el álbum experimental  Miley Cyrus & Her Dead Petz  (2015), y su primer proyecto comercialmente lanzado desde  Bangerz  (2013). Este nuevo proyecto se vio fuertemente influenciado por su reconciliación con Liam Hemsworth en 2016.
Para la promoción del álbum, la canción «Malibu» fue publicada el 11 de mayo como el primer sencillo, obteniendo un buen rendimiento comercial y posicionándose en el número diez del Billboard Hot 100. Un mes después, se publicó la balada «Inspired» con motivo del mes del orgullo LGTBI. Cyrus realizó una promoción de los sencillos, participando en varios programas de televisión, incluyendo sus presentaciones en los Billboard Music Awards y MTV Video Music Awards a lo largo de 2017.
Buscando alejarse de la reputación que había conseguido con su anterior trabajo discográfico Bangerz , Cyrus anunció que su imagen sería ahora menos erótica, dando lugar a que Miley se reinventase con una imagen cada vez más sencilla.

## Antecedentes
Historia

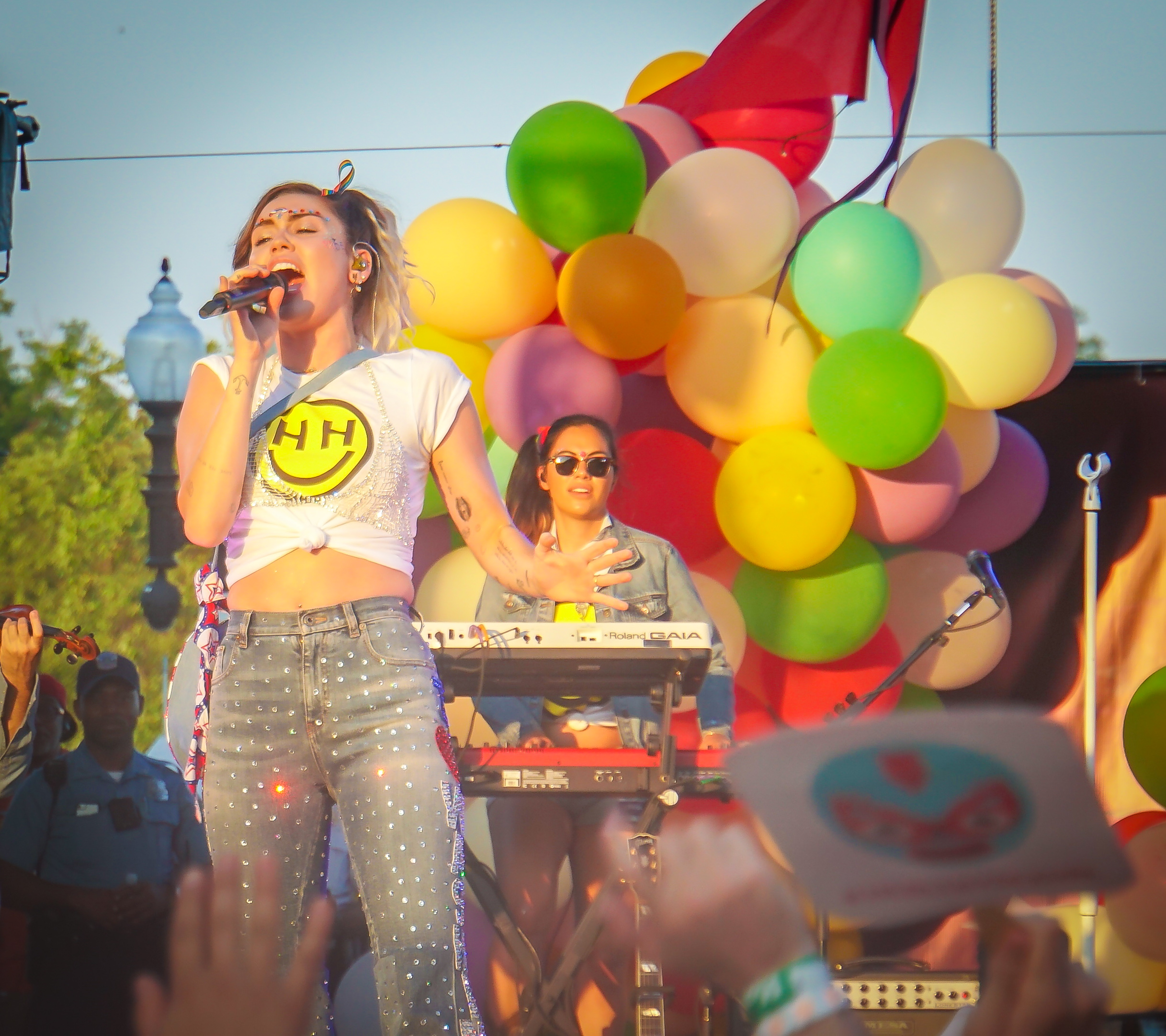
Cyrus actuando durante las fiestas del Orgullo Gay en Washington D. C.

Después de que la serie de televisión Hannah Montana terminara en el 2011, Cyrus dejó su antigua discográfica Hollywood Records y se embarcó en su gira Gypsy Heart Tour, lo que marcó su fin con Disney. Firmó entonces un nuevo contrato con RCA Records y comenzó a grabar su cuarto álbum de estudio, Bangerz, que se lanzó en 2013. Para el álbum, trabajó con productores de música de hip hop para atraer a nuevos oyentes, y desarrolló una imagen sexualmente provocativa para generar controversia, cosa que consiguió reinventar la carrera de Cyrus y convertirla en un icono adulto de la música pop.
Tras esto sacó un quinto álbum de estudio, el experimental Miley Cyrus & Her Dead Petz, lanzado gratuitamente en 2015. En él Miley expresa temas relacionados con el dolor, la muerte y el amor. 
Después, la cantante decidió centrarse en la creación de su nuevo álbum de estudio junto con su discográfica RCA Records, así como en su participación en el talent-show The Voice en su edición estadounidense del 2016. Además, durante el proceso creativo de su nuevo álbum, lanzó su propia fundación, Happy Hippie Foundation, para apoyar a los jóvenes sin techo y LGTBI+.
Desarrollo

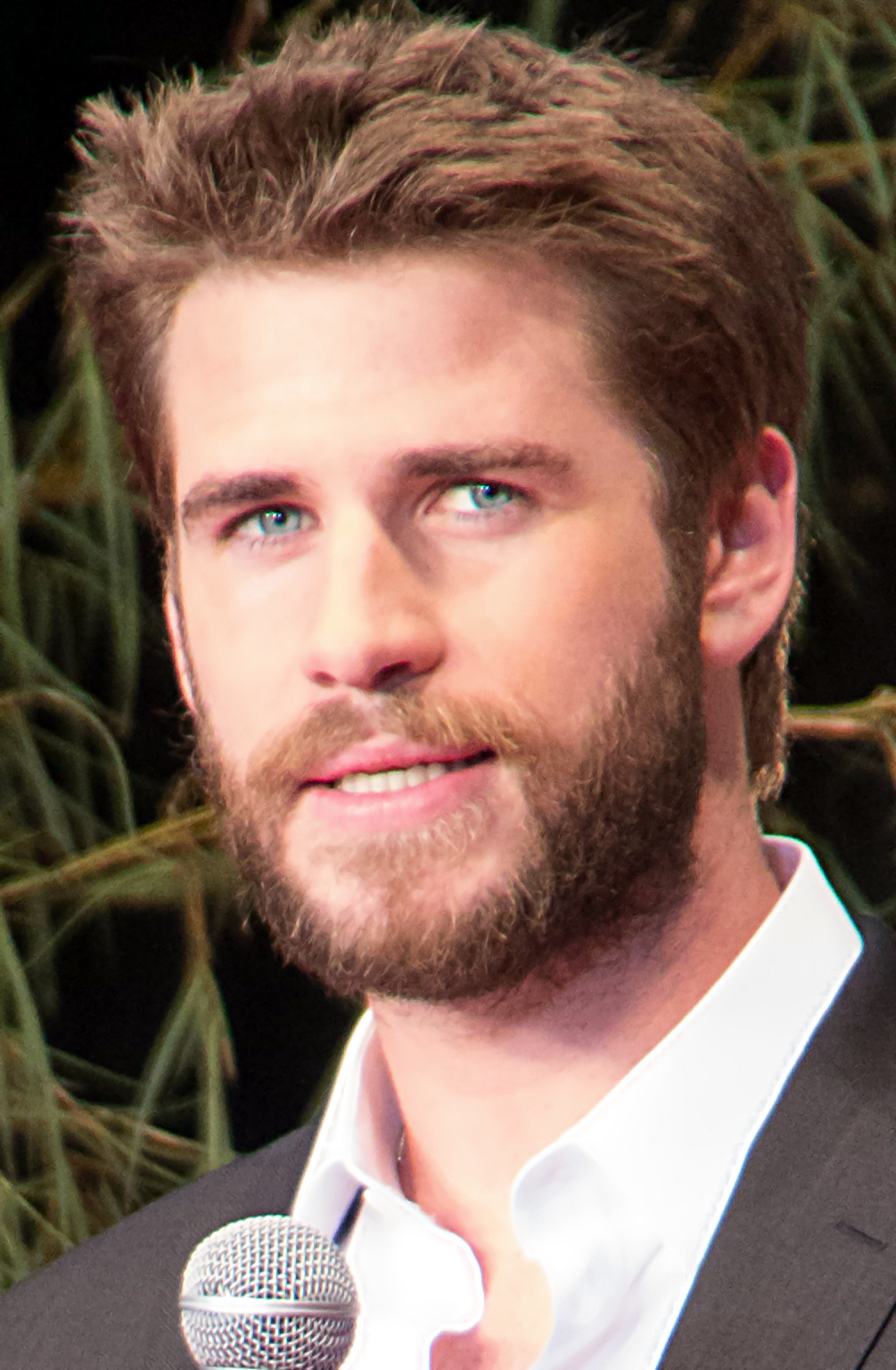
Gran parte de las canciones de Younger Now hacen referencia a la reconciliación de Cyrus con el actor australiano Liam Hemsworth, luego de terminar su relación en 2013.

En mayo de 2017, fue lanzado sin previo aviso el primer sencillo del disco, la canción de corte "country-folk" «Malibu», que se convertiría en un éxito para la actriz de Hannah Montana. Tras esto, concedió varias entrevistas e hizo varias actuaciones en directo del sencillo y de la canción promocional «Inspired», para apoyar la comunidad LGTBI+. 
Cyrus concedió su primera entrevista, a modo de presentación de su nueva etapa, a la revista Billboard. En la entrevista la cantante afirmó ser una persona diferente y sentirse ilusionada con su nuevo proyecto, diciendo: «Este álbum en el que estoy trabajando es como el yin y el yang. Estoy en equilibrio ahora. Decidí que nunca más iba a grabar un álbum con fechas límites, etiquetas, y personas diciéndome cuanto debía de tardar». De igual forma, expone que esta nueva etapa de su carrera tendrá un estilo más country y sencillo, con una nueva imagen sin desnudos, dejando las polémicas atrás debido a que quería ser tomada en serio como cantautora, defendiendo este cambio radical de estilo musical y de vida: «Salí del mundo del hip hop porque era: 'Tengo un Lamborghini, un Rólex y una chica'. Esa no soy yo, no va conmigo. Me alejé del hip hop porque no quería estar escuchando canciones que decían: 'Siéntate en mi pene, chupa mi polla'». Del mismo modo afirmó: «Me duele que la gente del country no me consideren una artista. Amo el country [...] No quiero recrear los VMAs 2013, no quiero asustar a la gente de nuevo. Estoy en otra etapa».
El 1 de septiembre de 2017, a escasas semanas del lanzamiento del álbum, Billboard publicó un artículo donde analizaban las posibles candidaturas de cara a las nominaciones a los próximos Premios Grammy de 2018, estando el nuevo trabajo de Miley Cyrus entre ellas, como ya ocurrió en 2015 con su anterior trabajo comercial Bangerz. Tom DeSavia, jurado en la premiación y experto de la industria musical, realizó unas declaraciones para el medio, afirmando: «Creo que Miley Cyrus se creó, consciente e inconscientemente, para ser una posible candidata a los Grammy [...] Definitivamente tiene los pies firmemente plantados en ser una especie de nuevo establishment, quiero decir que, puede ser complementario». DeSavia utiliza la actuación de Cyrus en los MTV Video Music Awards como un ejemplo de la mensajería actualizada de la cantante: «Ella realmente volvió con el pop clásico y multi-generacional».
Dos semanas antes del lanzamiento de Younger Now, Cyrus declaró que "ya estaba harta [del álbum]" y que "ya tenía dos canciones para el próximo", el cual convertiría en el EP She Is Coming (2019). En diciembre de 2018, Cyrus reconoció que la dirección musical de Younger Now "no era exactamente el hogar para [ella]" y le dio crédito al productor Mark Ronson por "[ayudarla] a forjar [su] sonido, donde [ella] podía hacer todo eso [que ella quería], que es más moderno" para el siguiente álbum. Más tarde afirmó que los elementos del próximo podrían estar relacionados con las "cosas influenciadas por el country que [ella] hizo en Younger Now".

## Composición
Younger Now se considera un disco de country pop y pop rock. Fue escrito por Cyrus y Oren Yoel, con quien Cyrus colaboró por primera vez en la canción de Bangerz «Adore You» en 2013.

## Anuncio y lanzamiento
El 8 de agosto fue anunciado que el sexto álbum de estudio de Cyrus se titularía Younger Now, con fecha de lanzamiento prevista para el 29 de septiembre de ese mismo año. Este anuncio fue lanzado desde la página web oficial de Cyrus, vestida con una chaqueta de cuero sintético negro estilo country, con el título del disco escrito en la espalda. Al día siguiente del anuncio Cyrus concedió una entrevista a Billboard donde declaró: "Creo que para las chicas celebrar el ser joven en este momento sería una gran cosa". Además explicó que la frase también provenía de algo que su madre le había dicho recientemente, en la que le decía: "Juro por Dios, que ahora eres más joven a los 24 que a los 4!", a lo que Cyrus contestó: "eso me golpeó, como si yo fuese más joven ahora, y estoy orgullosa de ello". Ella también aclaró que su sentimiento más joven equivale a su sentimiento más libertador, y "no tengo miedo de lo que solía ser [...] no me importa haber sido Hannah Montana y tampoco el haber sido la chica Bangerz".
Durante los días previos a la publicación del disco, Cyrus estuvo ofreciendo pequeños adelantos de las canciones que conformaron el álbum en Instagram, donde además estuvo realizando retransmisiones en directo, para conectar con sus aficionados, respondiendo preguntas de los mismos y cantando varias canciones que le pedían, dando lugar a que interpretase algunas canciones que hacían años que no cantaba, como «The Climb». El 29 de septiembre Cyrus ofreció en Nashville una fiesta en un local típico de la ciudad del country, con motivo del lanzamiento del álbum. En dicho evento la cantante firmó discos y autógrafos a los centenares de fanáticos congregados en el lugar. Asimismo, interpretó varias de sus canciones, así como viejos éxitos y versiones de otros artistas. Del mismo modo, contó con la colaboración de su padre Billy Ray Cyrus durante algunas de las presentaciones, ofreciendo un concierto intimo para sus seres queridos y seguidores.

## Promoción

### Entrevistas y sesiones fotográficas
Para comenzar la promoción de Younger Now, Cyrus brindó algunas entrevistas a revistas internacionales, donde también apareció en las portadas. Ellas fueron: Billboard, Cosmopolitan y Harper's Bazaar. En las entrevistas, habló del álbum y de su cambio de vida durante los últimos años, además del proceso creativo de las canciones de Younger Now. El 29 de octubre se emitió un especial en el canal norteamericano CBS, donde Cyrus era la protagonista de un reportaje, denominado "For The Record", donde se hace un balance de su carrera y se habla sobre su nuevo álbum, desde su casa familiar en Nashville (Tennessee), mostrando el lado más cercano de la artista. Junto a su padre y su madre, Cyrus habló sobre sus inicios en el mundo del espectáculo y en su papel en Hannah Montana, afirmando «Creo que la gente amaba a 'Hannah Montana' porque Hannah Montana se sentía real. Y eso es porque yo estaba debajo [...] Definitivamente recuerdo que fue un buen momento. Creo que lo difícil para mí fue equilibrar todo». Del mismo modo hizo referencia su transición en 2013: «No me di cuenta de que iba a cambiarme realmente, el ser mi yo misma. Me cambió la vida. Sentí esa división, ese límite era muy claro [...] Estaba haciendo lo que quería hacer, y no estaba lastimando a nadie. Así que eso fue algo bueno». Finalmente habla sobre su nuevo trabajo Younger Now afirmando «estoy en un lugar realmente diferente», haciendo alusión a que se encontraba en un buen momento, tanto en lo personal como en lo profesional.

### Sencillos
Para la promoción de Younger Now, se publicaron dos sencillos comerciales. «Malibu» fue lanzado como el primer sencillo del que sería su nuevo álbum, el 11 de mayo de 2017, y alcanzó el puesto número 10 en el Billboard Hot 100, cosechando un notable éxito en ventas y streaming, con una cifra de 4.4 millones de copias a nivel mundial, siendo su quinto sencillo en alcanzar esta marca. Se trata de un tema escrito por Miley Cyrus y producido por Oren Yoel. Los críticos vieron «Malibu» como indicativo de la transición de Cyrus a convertirse en un artista más suave, y más alejada de su imagen previamente controvertida. La canción que da nombra al álbum fue el segundo sencillo del álbum, «Younger Now», fue lanzado oficialmente el 18 de agosto. Se trata de un tema escrito por Miley Cyrus y producido por Oren Yoel con temática reflexiva, ya que la cantante traslada un mensaje de libertad, aceptación y la idea de que la edad es solo un número. Llegada la fecha del lanzamiento del álbum, el primer sencillo ya había vendido un total de 4.4 millones de copias, además de haber superado la marca de 500 millones de reproducciones en línea. Convirtiéndose así en uno de sus sencillos con más éxito a nivel mundial y la tercera canción más exitosa del 2017 por una artista femenina.

### Presentaciones en vivo

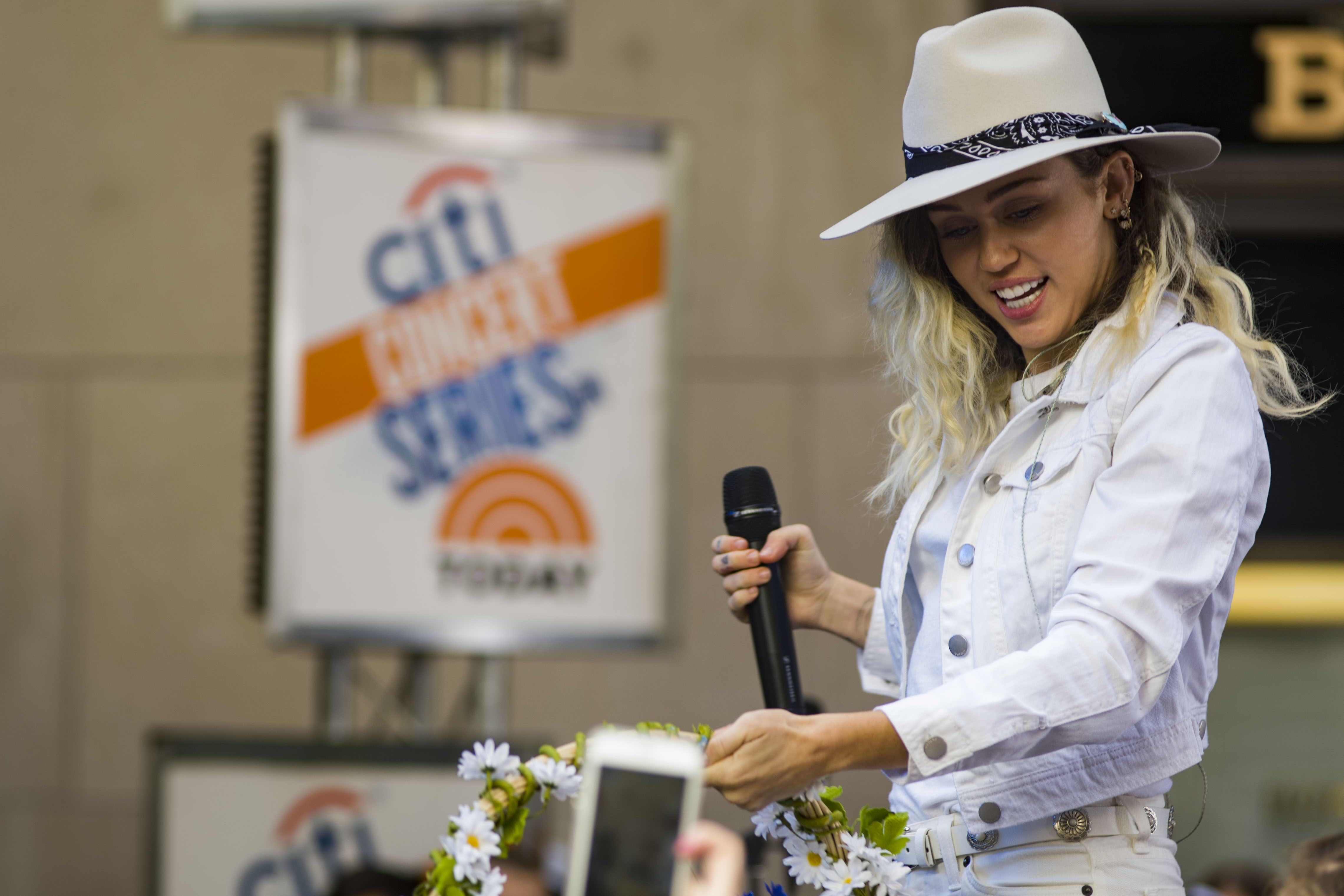
Cyrus promocionando su nuevo sencillo «Malibu» durante el programa matutino “Today Show” en Nueva York.

La primera actuación en vivo del primer sencillo, «Malibu», tuvo lugar el 13 de mayo de 2017, donde Cyrus se presentó como invitada especial en 102.7 KIIS FM Wango Tango, festival en el Centro StubHub en Los Ángeles. Asimismo, fue confirmada que la primera actuación en directo, emitida por televisión del sencillo, tendría lugar el 21 de mayo durante la gala de los Billboard Music Awards 2017. "Miley Cyrus es y siempre ha sido un artista que hace un impacto. Su increíble talento e impresión en la cultura pop son innegables ", dijo Mark Bracco, productor ejecutivo de los premios. "Estamos emocionados de tener su debut con 'Malibu' en '2017 Billboard Music Awards' y esperamos un rendimiento crudo y honesto que probablemente sorprenderá a muchos". La actuación fue muy sencilla y sincera, con Cyrus vestida con una blusa blanca y unos pantalones cortos blancos, junto con un gorro. La cantante realizó una versión más country y "acústica" que la versión de estudio, recibiendo las alabanzas del público y la crítica por tu talento vocal. La dinámica de la presentación de baso en la cantante cantando frente a una gran pantalla, en la que se mostraban escenas del mar y globos de colores, como en el vídeo del sencillo, finalizando la actuación con una caída de globos en el arena y una Cyrus emocionada y con lágrimas. La actuación fue considerada como la segunda mejor de la noche por Billboard, mientras que fue la más comentada en las redes sociales. El 23 de mayo Cyrus volvió a interpretar el sencillo, esta vez durante la final del talent-show The Voice en su edición estadounidense. La actuación tuvo una puesta en escena inspirada en el vídeo musical, con la cantante vestida de blanco y rodeada de naturaleza y una cascada virtual proyectada en una gran pantalla tras ella. Poco después volvió a interpretar dicha canción durante el programa Today Show en Nueva York, vestida de blanco nuevamente, donde además interpretó «Inspired». Del mismo modo, este primer sencillo fue nuevamente interpretado en varios festivales norteamericanos. Asimismo, fue la invitada especial en el programa de Jimmy Fallon The Tonight Show donde, además de participar en situaciones cómicas y en su respectiva entrevista, cantó el sencillo principal y el promocional, recibiendo buenas críticas por su interpretación y calidad vocal.
La primera vez que se interpretó «Inspired» en directo fue el 17 de mayo, durante la Robin Hood Foundation’s Gala de Nueva York. El 4 de junio, Cyrus la interpretó en el evento que tuvo lugar en Mánchester, un concierto benéfico llamado One Love Manchester para rendir tributo a las víctimas del Atentado de Mánchester sucedido días antes para recaudar fondos para las familias afectadas, donde asistieron cerca de 55.000 personas.

Cyrus presentó por primera vez «Younger Now» en vivo durante los MTV VMAs'17 celebrados en Los Ángeles en agosto.

La primera presentación en vivo del segundo sencillo, «Younger Now», tuvo lugar el 27 de agosto de 2017, durante los VMAs'17, donde estuvo nominada por el primer sencillo; Cyrus vistió un mono de estilo country rosa y peinada con un tupé, simulando la estética del videoclip rodeada de sus bailarines de la tercera edad con quien interactúa a lo largo de los cuatro minutos que duró su momento, así como unos niños pequeños montados en unas motos en miniatura, mientras desde el techo del estadio colgaba un letrero iluminado donde se podía leer el título de la canción así como el nuevo álbum. Cyrus rápidamente fue ovacionada por el público y se convirtió en trending topic mundial, recibiendo comentarios positivos por su presentación y calidad vocal. Para la revista  Rolling Stone : “Miley Cyrus se mantuvo fresca durante los MTV Video Music Awards de 2017, volviendo a una interpretación más centrado en lo vocal de su sencillo, "Younger Now" (...) mostrando su proeza vocal (...) La mirada estaba muy lejos del dúo polémico de Cyrus con Robin Thicke en el VMAs de 2013 ”. Del mismo modo, la revista consideró que fue la mejor actuación de la noche, argumentado: “Cyrus recién se ha reinventado, mostró su voz más fuerte aún realizando «Younger Now» (...) La cosa entera [voz, baile, espectáculo y actuación] era extraña y divertida.” El 7 de septiembre se emitió la participación de Cyrus durante el programa The Ellen Show, de su amiga Ellen DeGeneres. La cantante interpretó «Younger Now» vestida en homenaje a Elvis Presley emulando el vídeo musical con un mono de color rosa decorado con pedrería, para cantar el sencillo y bailar junto con DeGeneres al final de la actuación.
El 15 de septiembre, Cyrus ofreció un concierto acústico grabado en los Rainbowland Studios donde la cantante creó el que era su nuevo disco. En dicho recital interpretó «Malibu», «Younger Now», «Party in the U.S.A.», «See You Again» tras once años sin cantarla y una versión de «The First Time Ever I Saw Your Face» de Roberta Flack, todo ello para la BBC Radio 1 en su programa Live Lounge, recibiendo alabanzas a su interpretación y calidad vocal. Asimismo, los sencillos del disco fueron interpretados durante el iHeartRadio Music Festival en Las Vegas en septiembre de 2017. Cyrus inició su semana como estrella invitada en el programa de Jimmy Fallon The Tonight Show para la promoción de su disco, interpretando el sencillo promocional «Week Without You» en directo el 3 de octubre. Cyrus participó en la realización de un episodio del 'Carpool Karaoke' de James Corden, donde interpretó algunos de sus antiguos temas y los dos sencillos principales del disco. El 17 de octubre se supo que Cyrus había interpretado la canción para los miembros de The Recording Academy, quien elabora y prepara los Premios Grammy, publicando la actuación en vídeo recibiendo buenos comentarios.
El 4 de noviembre Cyrus fue la invitada musical del programa de televisión Saturday Night Live, donde interpretó por primera vez en vivo dos canciones de álbum, "Bad Mood" y "I Would Die for You". Para la primera presentación la cantante utilizó un vestido negro largo con mangas y top de rejilla con el cabello suelto y para la segunda actuación, utilizó un corsé blanco a conjunto con unos pantalones también blancos y peinada con la melena semi-recogida. Ambas presentaciones fueron alabadas por la crítica por su calidad vocal e interpretación, recibiendo del mismo modo comentarios positivos del público.

## Recepción

### Recepción comercial
Aunque no tuvo el éxito que la cantante tuvo con su cuarto álbum de estudio Bangerz, cuando en solo su primera semana vendió 270 000 copias y alcanzó el número uno en el Billboard hot 200, Younger Now debutó en el número 5 del Billboard 200 y en el 8 en el Reino Unido, convirtiéndose en su cuarto álbum top 10 en el UK Albums Chart. También se convirtió en su cuarto álbum top 10 en Australia después de  Breakout,  Can't Be Tamed y Bangerz, entrando en el número 2 del ARIA Charts. El álbum se abrió en el número cinco del Billboard 200 con 45.000 unidades equivalentes a álbumes, que consistieron en 33.000 de ventas puras. Younger Now se convirtió en su undécima entrada en el top 10 de la lista, incluyendo el material que grabó como Hannah Montana, y la primera en aparecer en el rango desde que Bangerz llegó al número uno en 2013. Sin embargo como artista en solitario es el álbum con menores ventas en su debut en la lista. El disco se convirtió en su octava entrada entre los 10 mejores en Canadá, combinando música con su nombre real y mientras interpretaba al personaje de Hannah Montana, debutando en el número tres en el país. En este último país, Cyrus consiguió obtener la certificación de disco de oro con Younger Now, al vender más de cuarenta mil copias.

### Recepción de la crítica
El álbum tuvo una recepción mixta por parte de la crítica musical. En Metacritic, Younger Now recibió una puntuación de 59 sobre 100 basado en 16 reseñas musicales realizadas por periodistas del medio. Stephen Thomas Erlewine de AllMusic dio a Younger Now  3.5 estrellas de 5 diciendo que el álbum, «parece ligeramente disperso, ya que cambia de canción en canción, sin embargo, se suma a un retrato de una estrella pop tan confiado de su fanfarronada, que no se molesta con las sutilezas como el flujo pasado de moda». Dave Simpson de The Guardian, opina que en «“Younger Now”, ha tomado el control de la composición y la producción y emerge como una estrella del pop conservador, de gran pulso, country-tinged con canciones sobre la liberación». Según Vulture, «“Younger Now” lleva a la cantante de nuevo a la primera plaza, usando un pop-rock por el country y una imagen sombría, centrándose en su voz, su escritura y la paz que ha estado encontrando desde que regresó con su prometido Liam Hemsworth (...) Es un negocio inteligente para Miley, tal vez, para frenar las cosas después de incendiar su imagen y vestirse como una pintura de la salpicadura humana en la era de Petz».
En una reseña positiva de la revista musical NME inician afirmando «Todavía puede tener sólo 24 años, pero la carrera de Miley Cyrus ya ha llegado a un círculo completo. La hija de la realeza del country [en referencia su padre, el cantante Billy Ray Cyrus y a su madrina Dolly Parton] que estalló hace más de una década como ídolo adolescente. Después de convertirse en una sensación global, empezó a lanzar discos bajo su propio nombre, girando de pop (...) Pero ahora Miley ha vuelto a colocar el ‘bong’ en la estantería, ha vuelto a ponerse sus botas de vaquera y ha regresado a sus raíces de Tennessee». El artículo continua afirmando que «Desde el excepcional arte de la portada (...) a las 11 pistas apretadas dentro, esta es una versión brillante de la corriente principal del sonido de Nashville que tiene más en común con Shania Twain que la nueva escuela (...) el sonido de una mujer joven que se divierte con su historia. La pista del título es una justificación meditativa de sus múltiples personalidades (...) le recomendamos disfrutar de la Miley-Country durante todo el tiempo que dure». En una reseña positiva para Variety afirman « "Younger Now", su sexto álbum bajo su propio nombre, es lo suficientemente agradable como para inspirar oleadas de inesperada nostalgia por la era anterior de Miley. Es, por diseño, lo contrario de una bola de demolición, destinada a calmarte en un lugar de paz arcádica, con algunas paradas para una paranoia romántica menor en el camino (...) Cyrus quiere dejarnos saber exactamente donde se encuentra en esta encrucijada consciente». Escribiendo positivamente para la revista Rolling Stone Rob Sheffield afirma «En todo “Younger Now”, ella revive su acento sureño, demostrando su buena fe de Nashville incluyendo un mensaje de voz de su dios Dolly Parton para su dúo "Rainbowland" (...) es refrescante escuchar de nuevo a la Miley de la vieja escuela.»
En una reseña mixta en el sitio web Consequence of Sound opinan: «es una colección segura de melodías de country pop de respaldo básico, catalogadas como desprotegidas y confesionales y calibradas para un amplio atractivo en lugar de una impetuosa presión de límites (...) Es un reajuste duro para Miley Cyrus». Jordan Sargent para "Spin Magazine", reseñó "Younger Now" del siguiente modo, "el álbum menos honesto de Cyrus", además afirmando: "Cuando sus álbumes pasados se sentían desordenados pero dolorosamente sinceros,  Younger Now  sale como seguro y excesivamente desinfectado , con el frisson que convirtió a Cyrus en una estrella casi completamente destruida.
A mediados de octubre, la revista Billboard realizó un artículo de cara a las nominaciones de los Premios Grammy, afirmando que Cyrus podría ser una de las escogidas para ser nominada en varias categorías por el disco y el primer sencillo.

#### Reconocimientos
| Año  | Premiación          | Categoría                   | Resultado |
| ---- | ------------------- | --------------------------- | --------- |
| 2018 | GLAAD Media Awards  | Outstanding Music Artist    | Pendiente |
| 2018 | Danish GAFFA Awards | Album internacional del año | Pendiente |

## Controversia
En marzo de 2023, la canción «Rainbowland» fue prohibida de un concierto de primavera en una escuela primaria en Wisconsin, Estados Unidos, esto porque según la administración del establecimiento, es una canción "muy controversial" y que está totalmente prohibido por parte de los maestros "cualquier tipo de señalización política" o que usen un arcoíris, así como discutir pronombres con sus alumnos. La maestra a cargo del curso que iba a realizar la interpretación de la canción durante el concierto dijo en Twitter:

«Mis alumnos de primer grado estaban tan emocionados de cantar «Rainbowland» para nuestro concierto de primavera, pero nuestra administración lo ha vetado. ¿Cuándo terminará?»
Maestra Mellisa en Twitter.

## Listado de canciones
Todas las pistas fueron escritas y producidas por Miley Cyrus y Oren Yoel, con créditos de escritura de Dolly Parton en «Rainbowland».
- Edición estándar

| Younger Now |                                  |          |  |
| N.º         | Título                           | Duración |  |
| 1.          | «Younger Now»                    | 4:08     |  |
| 2.          | «Malibu»                         | 3:51     |  |
| 3.          | «Rainbowland» (con Dolly Parton) | 4:25     |  |
| 4.          | «Week Without You»               | 3:46     |  |
| 5.          | «Miss You So Much»               | 4:54     |  |
| 6.          | «I Would Die for You»            | 2:54     |  |
| 7.          | «Thinkin'»                       | 4:05     |  |
| 8.          | «Bad Mood»                       | 2:59     |  |
| 9.          | «Love Someone»                   | 3:19     |  |
| 10.         | «She's Not Him»                  | 3:34     |  |
| 11.         | «Inspired»                       | 3:21     |  |
| 41:11       |                                  |          |  |

| Bonus track edición japonesa |                         |          |  |
| N.º                          | Título                  | Duración |  |
| 12.                          | «Malibu» (Tiësto Remix) | 3:19     |  |
| 44:30                        |                         |          |  |

## Posicionamiento en listas

### Semanales
| País (Lista 2017)                   | Mejor posición |
| ----------------------------------- | -------------- |
| Alemania (Media Control Charts)     | 16             |
| Argentina (CAPIF)                   | 2              |
| Australia (ARIA)                    | 2              |
| Australia (Digital Albums)          | 1              |
| Austria (Ö3 Austria)                | 8              |
| Bélgica (Ultratop Flandes)          | 17             |
| Bélgica (Ultratop Valonia)          | 21             |
| Canadá (Billboard Canadian Albums)  | 3              |
| Corea del Sur (Gaon)                | 81             |
| Dinamarca (Hitlisten)               | 25             |
| Escocia (Scottish Albums Top)       | 7              |
| España (PROMUSICAE)                 | 1              |
| Eslovaquia (ČNS IFPI)               | 8              |
| Estados Unidos (Hot 200)            | 5              |
| Estados Unidos (Digital Albums)     | 3              |
| Estados Unidos (Top Current Albums) | 3              |
| Francia (SNEP)                      | 51             |
| Francia (Top Albums Téléchargés)    | 10             |
| Francia (Top Albums Physiques)      | 43             |
| Grecia (IFPI)                       | 44             |
| Hungría (Top 40 album)              | 35             |
| Irlanda (IRMA)                      | 5              |
| Italia (FIMI)                       | 9              |
| Japón (Oricon)                      | 44             |
| México (Top 100)                    | 11             |
| Noruega (VG‑lista)                  | 9              |
| Nueva Zelanda (RMNZ)                | 4              |
| Países Bajos (Album Top 100)        | 11             |
| Portugal (AFP)                      | 6              |
| Polonia (ZPAV)                      | 19             |
| Reino Unido (UK Albums Chart)       | 8              |
| República Checa (ČNS IFPI)          | 9              |
| Rusia (NFPP)                        | 1              |
| Suecia (Sverigetopplistan)          | 11             |
| Suiza (Schweizer Hitparade)         | 11             |

### Mensual
| País (Lista 2017) | Mejor posición |
| ----------------- | -------------- |
| Argentina (CAPIF) | 5              |

## Certificaciones
| País           | Organismo certificador | Certificación | Ventas certificadas | Ref.    |
| -------------- | ---------------------- | ------------- | ------------------- | ------- |
| Brasil         | Pro-Música Brasil      | Oro           | 20 000              | [ 104 ] |
| Canadá         | MC                     | Oro           | 40 000              | [ 47 ]  |
| Estados Unidos | RIAA                   | Oro           | 500 000             | [ 105 ] |
| México         | AMPROFON               | Oro           | 30 000              | [ 106 ] |
| Noruega        | IFPI                   | Platino       | 20 000              | [ 107 ] |
| Nueva Zelanda  | RMNZ                   | Platino       | 15 000              | [ 108 ] |
| Polonia        | ZPAV                   | Oro           | 10 000              | [ 109 ] |

## Historial de lanzamientos
| Región | Fecha                    | Edición  | Formato                          | Discografía | Ref.                    |
| ------ | ------------------------ | -------- | -------------------------------- | ----------- | ----------------------- |
| Varios | 29 de septiembre de 2017 | Estándar | CD, descarga digital y streaming | RCA Records | [ 110 ]                 |
| Varios | 9 de febrero de 2018     | Estándar | Disco de vinilo                  | RCA Records | [ 111 ] [ 112 ] [ 113 ] |

## Personal
Créditos obtenidos de AllMusic.
- Miley Cyrus - voz, productor, productor ejecutivo, dirección artística, diseño
- Oren Yoel - productor, instrumentación, arreglos del cuerno, arreglos de la secuencia
- Dolly Parton - voces
- Mike Schmidt - piano
- Jamie Arentzen - guitarra
- Jaco Caraco - guitarra
- Nicole Raw - bajo
- Paul Dateh - violín
- Jerry Johnson - violonchelo
- Matt Walker - violonchelo
- Taylor Andrew Covey - trombón
- Antoine Séverman - violín
- Adam Wolf - Cuerno francés
- Harris Majors Ostrander - trompeta
- Paul Franklin - acero de pedal
- Stacy Jones - tambor, director musical
- Doran Dina - ingeniero
- Tom Rutledge - ingeniero vocal
- Paul David Hager - ingeniero de mezclas
- Manny Marroquin - mezcla
- Chris Galland - ingeniero de mezcla
- Jeff Fitzpatrick - ingeniero asistente
- Scott Moore - ingeniero asistente
- Mark Ralston - ingeniero asistente
- Scott Desmarais - ayudante de mezcla
- Robin Florent - ayudante de mezcla
- Dave Kutch - masterización
- Pres Rodriguez - dirección artística, diseño
- Olivia Malone - portada de arte, fotografía
- Brian Bowen-Smith - fotografía
- Liam Hemsworth - fotografía
- Ryan Kenny - fotografía